# Kaijiangosaurus lini
Kaijiangosaurus lini — вид ящеротазових динозаврів-теропод, що існував у середині юрського періоду.

## Назва
Динозавр був описаний у 1984 році китайським палеонтологом Хе Сінлу (He Xinlu). Родова назва Kaijiangosaurus перекладається як «ящір із Кайцзяна» від назви повіту Кайцзян міського округу Дачжоу у китайській провінції Сичуань, де були знайдені рештки динозавра. Видовий епітет lini дано на вшанування китайського палеонтолога Ліня Вен'ю (Lin Wenqiu).

## Скам'янілості
Скам'янілі рештки виду знайдені у відкладеннях формування Сяшасімяо (Xiashaximiao) у провінції Сичуань на сході Китаю. Голотип CCG 20020 складається з кількох хребців. Інші елементи були позначені як паратип, у тому числі, фрагментарні залишки черепа, дев'ять зубів, елементи плечового поясу, передніх і задніх кінцівок. Іншим паратипом є стегнова кістка з, ймовірно, меншої особини. Також є повніші зразки, що можливо належать до цього виду, але вони ще не описані.

## Опис
Kaijiangosaurus завдовжки близько п'яти метрів. Активний хижак. Зуби мегалозавридного типу. Їхній передній край має тільки кілька зубців, поблизу вершини.